# Kościół św. Pawła w Bormli
Kościół świętego Pawła (malt. Il-knisja ta’ San Pawl, ang. Church of Saint Paul) – rzymskokatolicki kościół u zbiegu Triq San Pawl i Triq San Franġisk w Bormli (Cospicui) na Malcie. Kaplica jest częścią parafii Niepokalanego Poczęcia Najświętszej Maryi Panny w tejże miejscowości.  

## Historia
Jak podaje Ferres, pierwszy kościół pod wezwaniem św. Pawła zbudowano na tym miejscu w 1590. Akt fundacyjny podpisany został 3 października 1590.

Z biegiem czasu kościół został zaniedbany i popadł niemal w ruinę. W 1735 został odbudowany w dzisiejszym kształcie dokładnie w tym samym miejscu. Kamień węgielny nowego kościoła położył 11 sierpnia 1735 biskup Paul Alphéran de Bussan. Jego budowa została ukończona w 1740, a w 1741 ten sam biskup poświęcił świątynię.
Kościół został gruntownie odnowiony w 2003.

## Architektura

### Wygląd zewnętrzny
Budynek kościoła jest zaokrąglony, zbudowano go w stylu doryckim.

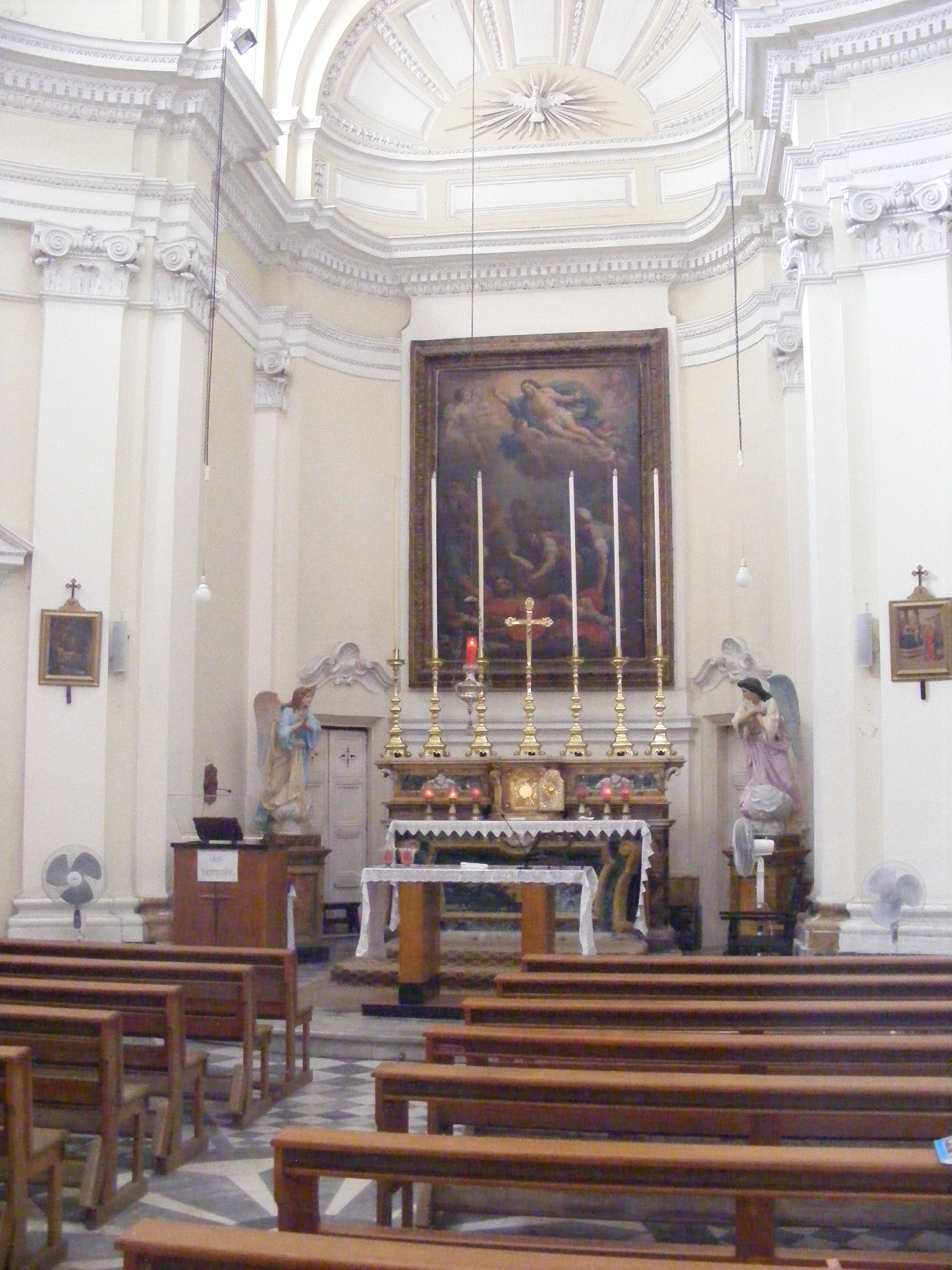
Ołtarz główny kościoła

### Wnętrze
W kościele znajdują się trzy ołtarze. Tytularny obraz Nawrócenie św. Pawła to arcydzieło Rokko Buhagiara (ok. 1725–1805) z Bormli, ostatniego znaczącego maltańskiego malarza baroku. Na polecenie biskupa Fra Vincenzo Labiniego zastąpił on poprzedni obraz Święty Paweł pędzla Franġisku Zahry. Nad ołtarzem po prawej stronie znajduje się malowidło przedstawiające Męczeństwo św. Barbary nieznanego maarza; niektóre źródła podają jako wykonawcę Francesco Zahrę. Na drugim ołtarzu znajduje się obraz urodzonego w Bormli Ġanniego Velli Święta Rodzina. Do 11 maja 1919 wisiał tam obraz Święty Franciszek z Paoli. W zakrystii znajduje się kopia pracy Mattia Pretiego Spotkanie św. Dominika i św. Franciszka z Asyżu. Kiedyś obraz, razem z zaginionym Wskrzeszenie Łazarza, wisiał obok ołtarza głównego.
W kościele znajduje się wykonana z papier mâché statua Najświętszego Serca Jezusa. Jej autorem jest Karlo Darmanin. Jest tam też drewniana figura św. Marii Goretti, Ecce Homo oraz Dzieciątka Jezus.
Marmurowa podłoga została ufundowana przez Admiralicję jako zadośćuczynienie za zabrany teren przed kościołem przy poszerzaniu ulicy.

## Ochrona dziedzictwa kulturowego
27 sierpnia 2012 obiekt wpisany został na listę National Inventory of the Cultural Property of the Maltese Islands pod numerem 00662.